# Atrichopogon brevipalpalis
Atrichopogon brevipalpalis är en tvåvingeart som beskrevs av Remm 1993. Atrichopogon brevipalpalis ingår i släktet Atrichopogon och familjen svidknott. Inga underarter finns listade i Catalogue of Life.